# Asterios Argyriou
Asterios Argyriou (griechisch Αστέριος Αργυρίου; * 22. November 1935) ist ein griechischer Theologe und Neogräzist und emeritierter Professor für neugriechische Sprache und Literatur an der Universität Straßburg.

## Leben
Argyriou wurde 1963 mit einer Arbeit über die Auffassung des Korans von der Geschichte im Fachbereich Theologie promoviert, 1967 mit der Editio princeps einer Abhandlung des Anastasios Gordios über Mohammed und gegen die Lateiner im Fachbereich Lettres (Philologie). Bereits 1960 hatte er das Institut  für Neogräzistik an der Universität Straßburg gegründet. Das Doctorat d’État im Fachbereich Lettres erwarb er 1977 mit einer Untersuchung der griechischen Exegesen der Apokalypse des Johannes während der Turkokratie (1453–1821). Seine Nachfolgerin als Direktorin des Département d'études néo-helléniques der Universität Straßburg ist Irini Tsamadou Jacoberger.
Argyriou arbeitet zum orthodoxen Christentum, auch in Auseinandersetzung mit dem Koran, wie zur neugriechischen Literatur und Kultur. Das Spektrum seiner Arbeiten reicht von der Editionsphilologie bis zur theologischen Monographie.

## Schriften (Auswahl)
- Remarques sur quelques aspects théologiques de la conception coranique de l’Histoire. Strasbourg 1963 (thèse de doctorat de troisième cycle en Théologie).
- « Sur Mahomet et contre les Latins ». Un Traité inédit d’Anastassios Gordios (1656–1729), religieux et professeur grec. Edition critique du texte grec, accompagné d’une traduction française, d’une introduction et de notes. 2 Bde., Strasbourg 1967 (thèse de doctorat de troisième cycle ès Lettres).
- Les Exégèses grecques de l’Apocalypse à l’époque turque (1453–1821). Esquisse d’une histoire des courants idéologiques au sein du peuple grec asservi. 2 Bde., Strasbourg 1977 (thèse de doctorat d’Etat ès Lettres). Auch: Θεσσαλονίκη 1982, Ἐταιρεία Μακεδονικῶν Σπουδῶν (Ἐπιστημονικαὶ Πραγματεῖαι, 15).
- Coran et histoire. Athen, 1984.
- Ο Ελληνικός κόσμος ανάμεσα στην Ανατολή και τη Δύση 1453―1981. Πρακτικά του 1ου Ευρωπαϊκού συνεδρίου νεοελληνικών σπουδών, Βερολίνο, 2―4 Οκτοβρίου 1998. Επιμέλεια Αστερίου Αργυρίου, Κωνσταντίνου Α. Δημάδη, Αναστασίας Δαναής Λαζαρίδου. Athen, Ελληνικά γράμματα, 1999, 2 Bde., Bd. 1: ISBN 960-344-859-1, Bd. 2: ISBN 960-344-860-5, Set: ISBN 960-344-861-3.
- (Hrsg.): Greece of the islands from the Venetian Period to the present day (Proceedings of the 2nd European Conference of Modern Greek Studies, Rethymno, 10–12 May 2002). Elleniká Grámmata, Athen, 2004.
- (Hrsg.): Chemins de la christologie orthodoxe. Desclée, Paris, 2005 (Jésus et Jésus-Christ, 91).